# Museo navale di Pegli
Il Museo navale di Pegli è un museo italiano con sede a Genova, nel quartiere di Pegli, ospitato all'interno della cinquecentesca villa Doria Centurione.
Insieme a Galata − Museo del mare, al Museo dell'emigrazione italiana e al complesso monumentale della Lanterna, fa parte del circuito museale del Mu.MA - Istituzione Musei del Mare e delle Migrazioni, costituita nel 2005.
L'esposizione illustra la storia della marineria ligure attraverso le collezioni del comune di Genova e quelle provenienti da raccolte private, in particolare quella donate al comune dall'ing. Fabio Garelli che costituì il primo nucleo del museo.

## Storia

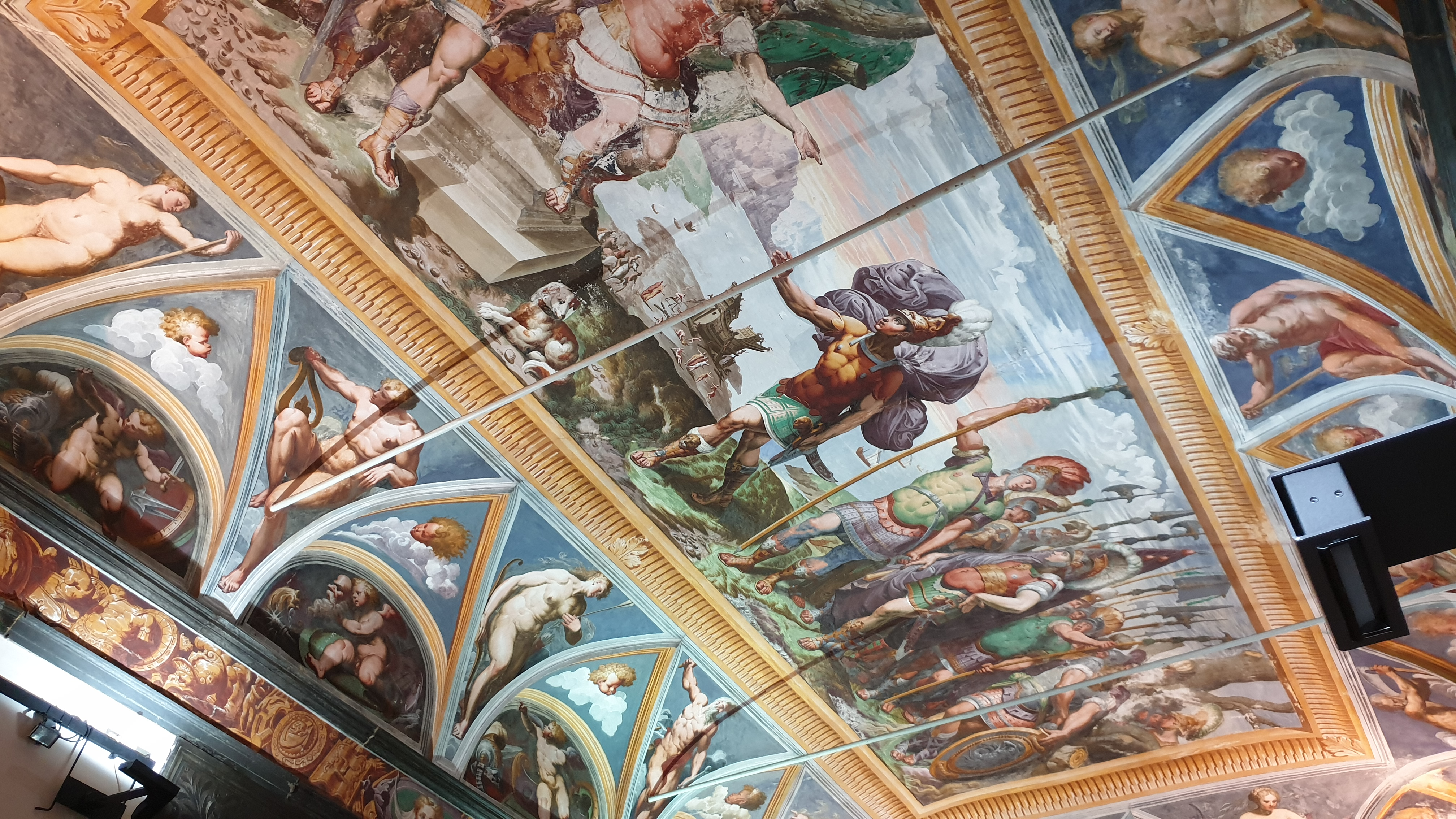
La Partenza degli Argonauti. Magnifico affresco del salone del piano nobile del museo, dipinto da Ottavio Semino e Nicolosio Granello

La storia del museo navale ha origini alla fine dell'Ottocento quando tra gli studiosi e gli appassionati di storia marittima iniziò a sentirsi l'esigenza di aprire a Genova un museo dedicato, partendo dai cimeli marinari di proprietà del comune e risalenti all'epoca della Repubblica di Genova, che dal 1908 vennero sistemati in alcune sale del museo civico di Palazzo Bianco.
Il vero e proprio museo navale venne a prendere forma solo a partire dal 1922 quando l'ing. Fabio Garelli, importante progettista navale, donò al comune di Genova la sua raccolta privata di libri, dipinti, disegni e modelli di navi. La raccolta, denominata "Collezione Navale Garelliana", venne esposta dal 1925 nella villa Giustiniani-Cambiaso di Albaro, allora sede della Regia Scuola di Ingegneria Navale. In pochi anni la raccolta si ingrandì con altre donazioni, fra cui quella di libri dell'armatore Giovanni Battista Bibolini.
Divenuti insufficienti gli spazi di villa Cambiaso, nel 1929 fu deciso il trasferimento delle collezioni nella villa Doria Centurione di Pegli, da poco acquisita dal comune. Il nuovo Museo Navale fu aperto al pubblico nel 1930, ed accanto alla collezione garelliana, riordinata con la collaborazione di Orlando Grosso, vennero esposti anche i cimeli marinari già conservati a Palazzo Bianco.
Il percorso espositivo rimase invariato fino al 1988, quando il museo fu chiuso per lavori di adeguamento; riaperto al pubblico nel 1993 e nuovamente chiuso alcuni anni dopo per i lavori di restauro della villa, è stato riaperto con un nuovo allestimento il 3 dicembre 2004. In quello stesso anno parte delle collezioni vennero trasferite al nuovo Museo del Mare; tra queste il ritratto di Cristoforo Colombo del Ghirlandaio, la Veduta di Genova nell'anno 1481 di Cristofaro Grasso e due globi di Vincenzo Maria Coronelli. Dal 2005 fa parte del circuito museale del Mu.MA.

## Collezioni
Il percorso espositivo, riorganizzato nei primi anni duemila, si sviluppa attraverso otto sale, descrivendo nelle varie sezioni l'evoluzione, a Genova e nelle due riviere, delle attività legate al mare (commercio, costruzioni navali, navigazione e pesca) a partire dal Medioevo. Una sezione è dedicata alle colonie genovesi nel Mediterraneo e nel Mar Nero tra la fine del Medioevo e l'inizio dell'età moderna, un'altra testimonia il graduale passaggio dalla navigazione a vela al vapore, quando gli ultimi grandi velieri costruiti in acciaio continuarono a competere con i primi piroscafi, ancora troppo costosi e inaffidabili.
La collezione comprende:
- Testimonianze iconografiche (dipinti, acquarelli, disegni, stampe e incisioni) dal XVIII al XX secolo, che mostrano in particolare l'evoluzione del porto di Genova e delle costruzioni navali, oltre ad una raccolta di immagini storiche del borgo di Pegli, antica località di villeggiatura che ha tentato faticosamente di conservare questa vocazione nonostante l'avanzata dello sviluppo industriale.

Tra i dipinti, i "ritratti di navi" opera dei cosiddetti "marinisti", tra i quali a Genova nell'Ottocento si distinsero Domenico Gavarrone e Angelo Arpe.
- Cartografia nautica (mappe, atlanti, portolani) a partire dal XVI secolo.
- Strumenti navali dell'inizio dell'età moderna ed altri oggetti in uso nell'ambiente marittimo e portuale, testimonianza dello sviluppo tecnologico in questo settore a partire dal Settecento.[3]
- Modelli di navi di varie epoche, sia originali che ricostruzioni moderne, tra queste le tre caravelle di Colombo, una galea genovese ed una fregata olandese.